# Рудра-сукта
Рудра-сукта (санскр. श्री रुद्रम्) — ведийский гимн (стотра), посвящённый Рудре, формы Шивы. Находится в Яджур-веде (Тайттирия-самхита, 4.5 и 4.7). Другие названия: Шри Рудрам, Шри Рудрапрашна, Рудра-упанишад, Шатарудрия, Рудрадхьяя, Намакам, Чамакам. Считается одним из важнейших ритуальных и философских текстов не только в шиваизме, но и в смартизме, адвайта-веданте и других направлениях индуизма. Также именно в Рудра-сукте впервые последовательно перечисляются имена божества — приём, в дальнейшем получивший своё развитие в Шатанамах и Сахасранамах.

## Описание
Именно в Рудра-сукте впервые суммарно описываются различные аспекты Шивы, способы обращения к нему и поклонения — гимн описывает Шиву как первопричину вселенной; как самое высшее и одновременно как самое низшее; как начало и конец — всё то, что в дальнейшем получило своё развитие в упанишадах, пуранах, агамах и другой шиваитской литературе. Впервые именно в Рудра-сукте встречаются несколько наиболее важных мантр не только шиваизма, но и всего индуизма:
- Мантра «namaH shivAya» — Намакам 8.1;
- Мантра «oṁ namo bhagavate rudrAya» — Намакам 12.6;
- Мантра «tryaṁbakaṁ» — Намакам 12.1 — эта мантра впервые встречается в Риг-веде в гимне «К Марутам», которых часто отождествляют с Рудрами (формами или детьми ригведийского Рудры). Рудра-сукта закрепляет эту мантру за Шивой.

Считается, что если взять Веды (как одну книгу) и открыть их посередине, то они откроются именно на Яджур-веде; если открыть Яджур-веду посередине, то она откроется именно на Рудра-сукте; если взглянуть в середину Рудра-сукты, то увидишь Панчакшара-мантру. Шивая Субрамуниясвами в своём «Катехезисе Индуизма» пишет, что: «если вы хотите узнать самою сущность шиваизма, вам надо внимательно изучать Шатарудрию».
Практически в каждой из шиваитских пуран (как в Маха-пуранах, так и в Упа-пуранах) есть указания на необходимость чтения Рудра-сукты. О необходимости её ежедневного чтения указывается в шиваитских тантрах и агамах — часто с дополнительными практическими, методическими и ритуальными указаниями по чтению гимна. В Махабхарате, в Шанти-парве, в 286 главе Рудра-сукта именуется «Златоцветным гимном». Многие из шиваитских учителей в своих трудах также указывают на обязательность чтения этого гимна не только во время совершения храмовых или домашних ритуалов, но и в личной духовной практике и в повседневной жизни. Джабала-упанишада (стих 3) говорит о том, что ежедневное чтение гимна приводит к бессмертию:
 Тогда ученики-брамины спросили его: «Повторением какой [молитвы] достигается бессмертие? Скажи нам это!» — Яджнявалкья ответил: «Шатарудриям, ибо они — имена Бессмертия, и посредством них становишься бессмертным». — «Это так, о Яджнявалкья!»
Оригинальный текст (санскрит): atha hainaM brahmachaariNa uuchuH ki.n japyenaamR^itatvaM bruuhiiti ..
sa hovaacha yaaj~navalkyaH .
shatarudriyeNetyetaanyeva ha vaa amR^itasya naamaani ..
etairha vaa amR^ito bhavatiiti evamevaitadyaaj~navalkyaH .. 3..

## Текст Рудра-сукты
Рудра-сукта состоит из двух глав четвёртой канды (книги) Тайттирия-самхиты Чёрной Яджурведы — 5-й и 7-й. К тексту примыкают ньяса-шлоки, дхьяна-шлоки и шантипатха — в зависимости от принадлежности к той или иной школе шиваизма они могут меняться; шантипатха читается перед и после чтения Рудра-сукты. Первая часть (глава пятая) традиционно называется Намакам (namakam) — Именование. Вторая часть называется Чамакам (chamakam) — от санскр. cha me — «и мне [дай]».

### Намакам
В этой части идёт обращение к Рудре как к верховному богу и с первых же слов перечисляются его имена-эпитеты. Она состоит из 11 частей — анувак. Эти 11 частей олицетворяют собою 11 Рудр или Марутов. К ним которым добавлена завершающая часть, обычно ненумерованная и олицетворяющая самого Шиву. И именно в 12 части находятся Махамритьюмджая-мантра и мантра «oṁ namo bhagavate rudrAya» — занимающие второе по важности место в шиваизме. Первая шлока второй части представляет собою обычное перечисление из 13 имён-эпитетов, однако занимает не последнее место в шиваитском ритуале — её часто используют как краткую молитву, мангала-шлоку, дхьяна-шлоку или шантипатху: сначала читается мантра «oM namo bhagavate rudrAya» из завершающей части Намакам, затем первая шлока второй части с добавление в начале слога «oM».
Намакам представляет собою метафизику шиваизма. Она описывает Шиву как первого и последнего, старшего и младшего; как находящегося в болотах, лесах, горах, полях; как находящегося в различных живых существах — в животных, птицах, рыбах, пресмыкающихся и, наконец, в человеке; как находящегося в людях различных каст, варн и профессий — вплоть до воров и мошенников. Она описывает его находящимся в различных вещах — в оружии и в предметах быта, в колесницах и мельницах. Она описывает различные благие и яростные ипостаси Шивы — Творца, Охранителя и Разрушителя, подводя к пониманию единого творца, принимающего различные облики и ипостаси. Это понимание в дальнейшем, в период упанишад, претворяется в «Тат твам аси» (санскр.: त् त्वम् असि или तत्त्वमसि, tat tvam asi — «Ты есть То», дословное этимологическое соответствие в русском «то ты еси», — индуистская махавакья («великое изречение»), встречающаяся в «Чхандогья-упанишаде» 6.8.7, в диалоге мудреца Уддалаки Аруни с сыном).

### Чамакам
Вторая часть Рудра-сукты — часть просьб; так дословно переводится словосочетание, постоянно повторяющееся в ней — cha me — «и мне [дай]» — сопровождаемое списком предметов, которые в первую очередь необходимы для успешного свершения яджны (ведийского жертвоприношения) — молока и топлёного масла, воды и мёда, дров для огня яджны и жертвенных принадлежностей. Кроме того, автор просит такие вещи, как здоровье, здравомыслие, ясность ума, веру, знание ведийских текстов. Он просит разумных и грамотных помощников для совершения ритуала, просит защиты самого ритуала, просит ровного огня на алтаре, просит благоприятной погоды. Он просит благосклонности богов — Индры, Варуны, Митры и других, — чтобы они даровали ему защиту и покровительство и помощь как во время совершения ритуала, так и в мирской жизни. Он просит здоровое и умное потомство как для себя самого, так и для своей семьи — чтобы они могли так же проводить полноценные обряды.
На первый взгляд Чамакам выглядит как просьбы попрошайки. Но если исходить из текста самого гимна и всего комплекса ведийской литературы (Вед, брахман, араньяк, упанишад и дополнений к ним), становится ясно, что жизнь этих людей в первую очередь вращалась вокруг религиозных ритуалов. Это видно и на примерах других гимнов — так, в Шри Сукта пхаластути (вторая часть Шри Сукты, начиная с 16 шлоки) автор просит в первую очередь то, что даст ему возможность совершать ежедневное почитание богини Лакшми. И в Рудра-сукте просьбы о здоровье, богатстве, обильном урожае, тучных стадах и всего остального указывает именно на желание ежедневного совершения обряда агнихотры — и он просит бога (или богов в других гимнах Вед) дать возможность ежедневного совершения ритуалов.

## Ритуальное применение
В шиваитском ритуале Рудра-сукта читается обычно во время Линга-абхишеки — как в составе Панча-сукт, так и отдельно. Свами Шивананда в своей книге «Господь Шива и Его почитание» пишет: "Абхишека (возлияние воды) склоняет Шиву к милости, вот почему главным ритуальным действием в Шивапудже (почитании Шивы) является именно абхишека. В агамах, священных писаниях, излагающих ритуалы, говорится: «Вишну удовлетворяется аланкарой (красивыми подношениями), Шива же удовлетворяется абхишекой (возлиянием)».
Рудра-сукта обязательно читается во время абхишеки во всех направлениях шиваизма, признающих авторитет Вед. Однако и школы, отрицающие Веды или не признающие первостепенное значение Вед для Кали-юги, также широко используют Рудра-сукта в своей ритуальной практике. Она читается во время домашнего богослужения. Её можно читать и просто так, как повторение джапы. Согласно некоторым замечаниям и рекомендациям по чтению Рудра-сукты, её можно читать и на родном языке — однако, также есть и примечание, что такое чтение лучше предварительно согласовать с учителем.

## Рудра-сукты Риг-веды
В Риг-веде Рудре посвящено три или четыре гимна целиком, которые так же широко в шиваитской ритуальной практике:
1. I, 43. — К Рудре (и Соме)[3].
2. I, 114. — К Рудре.
3. II, 33. — К Рудре.
4. VII, 46. — К Рудре.

Всего же в Риг-веде можно найти около 75-ти обращений к Рудре, основным мотивом которых является просьба о милосердии:
मा नस्तोके तनये मा न आयौ मा नो गोषु मा नो अश्वेषुरीरिषः
वीरान मा नो रुद्र भामितो वधीर्हविष्मन्तःसदमित तवा हवामहे
mā nastoke tanaye mā na āyau mā no ghoṣu mā no aśveṣurīriṣaḥ
vīrān mā no rudra bhāmito vadhīrhaviṣmantaḥsadamit tvā havāmahe
Ни детям нашим (или) внукам, ни нашему сроку жизни, ни нашим коровам, ни коням не причини вреда!
Не убей, о Рудра, рассвирепев, наших мужей! С жертвенными возлияниями мы всегда призываем тебя. (I, 114.)